# Contrainte par corps (film)
Pour plus de détails, voir Fiche technique et Distribution.
Contrainte par corps est un film français réalisé par Serge Leroy, sorti en 1988.

## Synopsis
Dans un pays méditerranéen, Claire, une jeune vacancière, est persécutée par Kasta, un policier, qui l'accuse de contrevenir aux bonnes mœurs et de trafiquer de la drogue.

## Fiche technique
Sauf indication contraire, les informations mentionnées dans cette section peuvent être confirmées par la base de données cinématographiques Unifrance,  présente dans la section « Liens externes ».
- Titre original : Contrainte par corps[2]
- Réalisation : Serge Leroy
- Scénario : Serge Leroy, François Chevallier d'après le roman homonyme de Loula Ioanne
- Assistante à la réalisation : Élisabeth Parnière
- Musique : Olivier Meston
- Son : Éric Vaucher et Jean Casanova
- Décors : Jean-Louis Poveda
- Costumes : Olga Pelletier
- Production : Patrick Delauneux, Antonio da Cunha Telles
- Sociétés de production : Générale de Productions Françaises et Internationales, Canal Plus Productions
- Pays de production :  France
- Langue de tournage : français
- Format : Couleurs
- Durée : 98 minutes (1h38)
- Genre : drame
- Date de sortie :
  - France : 29 juin 1988
  - Union soviétique : 26 mars 1990
  - Espagne : 18 mai 1990

## Distribution
- Marianne Basler : Claire Vignon
- Vittorio Mezzogiorno : Kasta
- Catherine Wilkening : Lola Meunier
- Tanya Lopert : Josette
- Caroline Silhol : Émilie
- Anne Jousset : Vicky
- Lisette Malidor : Helga
- Annick Blancheteau : La mère de Claire

## Accueil
Le film est parfois considéré comme l'un des rares exemple français de films d'exploitation women in prison.